# Mark Davis (Baseballspieler, 1964)
Mark Anthony Davis (* 25. November 1964 in San Diego, Kalifornien) ist ein ehemaliger US-amerikanischer Baseballspieler in der Major League Baseball (MLB) auf der Position des Outfielders. Er lief 1991 nur drei Mal für die California Angels auf.
Sein Bruder Mike spielte ebenfalls in der MLB.

## Werdegang
Davis wurde schon 1982 von den St. Louis Cardinals und 1985 von den San Diego Padres gedraftet, jedoch unterschrieb Davis beide Male nicht. 1987 wurde er von den Chicago White Sox erneut gedraftet. Dieses Mal unterschrieb Davis und spielte von 1987 bis 1990 in verschiedenen Farmteams der White Sox. Am 4. August 1989 tauschten ihn die White Sox gegen Mark Doran und Roberto Hernández zu den California Angels. 1990 und 1991 spielte er überwiegend bei den Edmonton Trappers, einem Triple-A-Team der Angels. Während der Saison 1991 lief er aber auch im Trikot der Angels in der MLB auf. Davis machte am 2. Juli sein Debüt in der MLB gegen die Kansas City Royals. Drei Tage später, am 5. Juli, bestritt er gegen die Texas Rangers sein letztes Spiel in der MLB. Das Spiel verloren die Angels mit 0 zu 8. Anschließend spielte er bis Ende 1994 bei verschiedenen Teams in der Liga Mexicana de Béisbol.